# ヴェローナの戦い (489年)
ヴェローナの戦い（ヴェローナのたたかい、英語: Battle of Verona）は489年9月30日、ヴェローナで行われた戦闘。
東ゴート族の王テオドリックが自ら軍を率い、イタリア領主オドアケルに勝利した。オドアケルはラヴェンナへの逃亡を余儀なくされ、テオドリックはそのまま進軍してパヴィーアとミラノを占領した後、ラヴェンナ包囲戦にとりかかった。